# Gonnostramatza
Gonnostramatza – miejscowość i gmina we Włoszech, w regionie Sardynia, w prowincji Oristano. Graniczy z Collinas, Gonnoscodina, Masullas, Mogoro i Siddi.
Według danych na rok 2004 gminę zamieszkiwało 959 osób, 56,4 os./km².